# Helena Meklenbursko-Zvěřínská
Helena Meklenbursko-Zvěřínská (24. ledna 1814, Ludwigslust – 17. května 1858, Richmond) byla sňatkem francouzskou korunní princeznou.

## Život

### Původ
Narodila se na zámku Ludwigslust jako jediná dcera dědičného meklenbursko-zvěřínského velkovévody Fridricha Ludvíka a jeho druhé manželky, Karolíny Luisy Sasko-Výmarsko-Eisenašské.
Přes otce byla vnučkou Fridricha Františka I. Meklenbursko-Zvěřínského a Luisy Sasko-Gothajsko-Altenburské. Přes matku Karla Augusta Sasko-Výmarsko-Eisenašského a Luisy Hesensko-Darmstadtské.

### Manželství
30. května 1837 se Helena na zámku ve Fontainebleau provdala za Ferdinanda Filipa Orleánského. Pařížský arcibiskup, Hyacinthe-Louis de Quélen pod záminkou náboženských rozdílů zakázal obřad v pařížské katedrále Notre-Dame. Helena byla vybrána jako nevěsta pro vévodu, aby se utvořilo spojenectví s jejím strýcem Fridrichem Vilémem III., a to navzdory tomu, že byla protestantka a liberálka a nebyla považována za krásnou: je popisována jako ambiciózní osoba, která přijala tuto nabídku k sňatku proti vůli své rodiny, aby se stala královnou.
Její manžel byl nejstarším synem francouzského krále Ludvíka Filipa a jeho italské manželky Marie Amálie Neapolsko-Sicilské. Pro orleánského vévodu to byl sice výhodný svazek, ale bez valného půvabu - Metternich vtipkoval, že byla "drobná, ale z dobré dynastie".
Manželství bylo popisováno jako šťastné. U veřejnosti se stala populární zavedením německého vánočního stromku ve Francii. Pár měl krátce po sobě narozené dvě děti. Jejich starší syn Filip se narodil v Palais des Tuileries v Paříži a později byl monarchisty oslavován jako Ludvík Filip II. Mladší syn Robert bojoval za Unii v Americké občanské válce a pak v roce 1870 v Prusko-francouzské válce na straně Francie.
13. července 1842 její manžel zemřel na následky zranění, které utrpěl při seskoku z kočáru. Jeho předčasná smrt vyvolala v orleánském rodu debatu nad zřízením regentské rady, která by byla nutná po smrti Ludvíka Filipa, zatímco jeho dědic by byl ještě v plenkách. Hlavními uchazeči byla Helena jakožto vdova po Ferdinandu Filipovi, a jeho bratr Ludvík Orleánský, vévoda z Nemours. Ale další vývoj událostí ukázal, že regentství nebude zapotřebí. V roce 1848 byl Helenin tchán sesazen. Helena plánovala, že musí zabránit zrušení monarchie a stát se v synově jménu vladařkou. Ludvík Orleánský, vévoda z Nemours postoupil své právo na vládu po bratrovi Heleně a ta se objevila se svými dvěma syny ve francouzském parlamentu; chtěla, aby ji parlament uznal za regentku během nezletilosti staršího syna, pařížského hraběte. Tyto nároky však nebyly parlamentem přijaty. Poté, co se nedokázala chopit moci, odešla Helena s dětmi z Francie do Německa. Helena nadále ze zahraničí aktivně podporovala francouzské monarchisty a právo jejího syna na trůn, monarchisté si však vybrali jiného pretendenta, a to hraběte z Chambord.
Helena zemřela 17. května 1858 v Richmondu na chřipku.
Byla pohřbena ve Weybridge, než byla v roce 1876 přenesena do královské kaple v Dreux.

## Potomci
- 1. Filip (24. 8. 1838 Paříž – 8. 9. 1894 Stowe House), hrabě pařížský
  - ⚭ 1864 Marie Isabela Orleánská (21. 9. 1848 Sevilla – 23. 4. 1919 Villamanrique de la Condesa)
- 2. Robert (9. 11. 1840 Paříž – 5. 12. 1910 Saint-Firmin), vévoda z Chartres
  - ⚭ 1863 Františka Orleánská (14. 8. 1844 Neuilly-sur-Seine – 28. 10. 1925 Saint-Firmin)

## Tituly a olovení
- 24. ledna 1814 - 30. května 1837: Její Výsost vévodkyně Helena Meklenbursko-Zvěřínská
- 30. května 1837 - 13. července 1842: Její Královská Výsost orleánská vévodkyně
- 13. července 1842 - 17. května 1858: Její Královská Výsost orleánská vévodkyně vdova

## Vývod z předků
|                               |                                              |  |                                            |                                                        |  |  |  |  |  |  |  | Kristián Ludvík II. Meklenbursko-Zvěřínský |
|                               |                                              |  |                                            |                                                        |  |  |  |  |  |  |  |                                            |
|                               | Ludvík Meklenbursko-Zvěřínský                |  |                                            |                                                        |  |  |  |  |  |  |  |                                            |
|                               |                                              |  |                                            |                                                        |  |  |  |  |  |  |  |                                            |
|                               |                                              |  |                                            | Gustava Karolina Meklenbursko-Střelická                |  |  |  |  |  |  |  |                                            |
|                               |                                              |  |                                            |                                                        |  |  |  |  |  |  |  |                                            |
|                               | Fridrich František I. Meklenbursko-Zvěřínský |  |                                            |                                                        |  |  |  |  |  |  |  |                                            |
|                               |                                              |  |                                            |                                                        |  |  |  |  |  |  |  |                                            |
|                               |                                              |  |                                            | František Josiáš Sasko-Kobursko-Saalfeldský            |  |  |  |  |  |  |  |                                            |
|                               |                                              |  |                                            |                                                        |  |  |  |  |  |  |  |                                            |
|                               | Šarlota Žofie Sasko-Kobursko-Saalfeldská     |  |                                            |                                                        |  |  |  |  |  |  |  |                                            |
|                               |                                              |  |                                            |                                                        |  |  |  |  |  |  |  |                                            |
|                               |                                              |  |                                            | Anna Žofie Schwarzbursko-Rudolstadtská                 |  |  |  |  |  |  |  |                                            |
|                               |                                              |  |                                            |                                                        |  |  |  |  |  |  |  |                                            |
|                               | Fridrich Ludvík Meklenbursko-Zvěřínský       |  |                                            |                                                        |  |  |  |  |  |  |  |                                            |
|                               |                                              |  |                                            |                                                        |  |  |  |  |  |  |  |                                            |
|                               |                                              |  |                                            | Fridrich II. Sasko-Gothajsko-Altenburský               |  |  |  |  |  |  |  |                                            |
|                               |                                              |  |                                            |                                                        |  |  |  |  |  |  |  |                                            |
|                               | Jan August Sasko-Gothajsko-Altenburský       |  |                                            |                                                        |  |  |  |  |  |  |  |                                            |
|                               |                                              |  |                                            |                                                        |  |  |  |  |  |  |  |                                            |
|                               |                                              |  |                                            | Magdalena Augusta Anhaltsko-Zerbstská                  |  |  |  |  |  |  |  |                                            |
|                               |                                              |  |                                            |                                                        |  |  |  |  |  |  |  |                                            |
|                               | Luisa Sasko-Gothajsko-Altenburská            |  |                                            |                                                        |  |  |  |  |  |  |  |                                            |
|                               |                                              |  |                                            |                                                        |  |  |  |  |  |  |  |                                            |
|                               |                                              |  |                                            | Jindřich I. Reuss-Schleiz                              |  |  |  |  |  |  |  |                                            |
|                               |                                              |  |                                            |                                                        |  |  |  |  |  |  |  |                                            |
|                               | Luisa Reuss-Schleiz                          |  |                                            |                                                        |  |  |  |  |  |  |  |                                            |
|                               |                                              |  |                                            |                                                        |  |  |  |  |  |  |  |                                            |
|                               |                                              |  |                                            | Juliana Dorothea Luisa z Löwenstein-Wertheim-Virneburg |  |  |  |  |  |  |  |                                            |
|                               |                                              |  |                                            |                                                        |  |  |  |  |  |  |  |                                            |
| Helena Meklenbursko-Zvěřínská |                                              |  |                                            |                                                        |  |  |  |  |  |  |  |                                            |
|                               |                                              |  |                                            |                                                        |  |  |  |  |  |  |  |                                            |
|                               |                                              |  | Arnošt August I. Sasko-Výmarsko-Eisenašský |                                                        |  |  |  |  |  |  |  |                                            |
|                               |                                              |  |                                            |                                                        |  |  |  |  |  |  |  |                                            |
|                               | Arnošt August II. Sasko-Výmarsko-Eisenašský  |  |                                            |                                                        |  |  |  |  |  |  |  |                                            |
|                               |                                              |  |                                            |                                                        |  |  |  |  |  |  |  |                                            |
|                               |                                              |  |                                            | Žofie Šarlota Braniborsko-Bayreuthská                  |  |  |  |  |  |  |  |                                            |
|                               |                                              |  |                                            |                                                        |  |  |  |  |  |  |  |                                            |
|                               | Karel August Sasko-Výmarsko-Eisenašský       |  |                                            |                                                        |  |  |  |  |  |  |  |                                            |
|                               |                                              |  |                                            |                                                        |  |  |  |  |  |  |  |                                            |
|                               |                                              |  |                                            | Karel I. Brunšvicko-Wolfenbüttelský                    |  |  |  |  |  |  |  |                                            |
|                               |                                              |  |                                            |                                                        |  |  |  |  |  |  |  |                                            |
|                               | Anna Amálie Brunšvicko-Wolfenbüttelská       |  |                                            |                                                        |  |  |  |  |  |  |  |                                            |
|                               |                                              |  |                                            |                                                        |  |  |  |  |  |  |  |                                            |
|                               |                                              |  |                                            | Filipína Šarlota Pruská                                |  |  |  |  |  |  |  |                                            |
|                               |                                              |  |                                            |                                                        |  |  |  |  |  |  |  |                                            |
|                               | Karolína Luisa Sasko-Výmarsko-Eisenašská     |  |                                            |                                                        |  |  |  |  |  |  |  |                                            |
|                               |                                              |  |                                            |                                                        |  |  |  |  |  |  |  |                                            |
|                               |                                              |  |                                            | Ludvík VIII. Hesensko-Darmstadtský                     |  |  |  |  |  |  |  |                                            |
|                               |                                              |  |                                            |                                                        |  |  |  |  |  |  |  |                                            |
|                               | Ludvík IX. Hesensko-Darmstadtský             |  |                                            |                                                        |  |  |  |  |  |  |  |                                            |
|                               |                                              |  |                                            |                                                        |  |  |  |  |  |  |  |                                            |
|                               |                                              |  |                                            | Šarlota z Hanau-Lichtenbergu                           |  |  |  |  |  |  |  |                                            |
|                               |                                              |  |                                            |                                                        |  |  |  |  |  |  |  |                                            |
|                               | Luisa Hesensko-Darmstadtská                  |  |                                            |                                                        |  |  |  |  |  |  |  |                                            |
|                               |                                              |  |                                            |                                                        |  |  |  |  |  |  |  |                                            |
|                               |                                              |  |                                            | Kristián III. Falcko-Zweibrückenský                    |  |  |  |  |  |  |  |                                            |
|                               |                                              |  |                                            |                                                        |  |  |  |  |  |  |  |                                            |
|                               | Karolína Falcko-Zweibrückenská               |  |                                            |                                                        |  |  |  |  |  |  |  |                                            |
|                               |                                              |  |                                            |                                                        |  |  |  |  |  |  |  |                                            |
|                               |                                              |  |                                            | Karolína Nasavsko-Saarbrückenská                       |  |  |  |  |  |  |  |                                            |
|                               |                                              |  |                                            |                                                        |  |  |  |  |  |  |  |                                            |